# پرسپولیس (فیلم)
پرسپولیس نام فیلمی انیمیشنی متفاوت، محصول سال ۲۰۰۷ میلادی کشور فرانسه، به کارگردانی مرجان ساتراپی و ونسان پارونو است که بر اساس داستان مصور پرسپولیس ساخته شده‌است. این فیلم جایزه هیئت داوران جشنواره بین‌المللی فیلم کن در سال ۲۰۰۷ میلادی را به خود اختصاص داد.
پرسپولیس به خاطرات مرجان ساتراپی در ایران تا قبل از اینکه به کشور فرانسه مهاجرت کند مربوط می‌شود.

## واکنش‌ها

### در ایران
معاون وقت سینمایی وزارت فرهنگ و ارشاد اسلامی طی نامه‌ای به رایزن فرهنگی دولت فرانسه در ایران، اعتراض رسمی ایران را به نمایش فیلم پرسپولیس در جشنواره فیلم کن اعلام کرد. گفتنی است که مسئول بنیاد سینمایی فارابی که مسئولیت حمایت از سینمای ایران را عهده دارد، فیلم پرسپولیس را فیلمی «ضدایرانی» خواند.
دلیل «ضدایرانی» خوانده‌شدن فیلم پرسپولیس توسط نهادهای رسمی نظام جمهوری اسلامی ایران، «قالب سیاه و سفید واقعه انقلاب ۵۷ و پیوند آن به رویدادهای تلخ و سیاه تاریخ معاصر ایران» و همچنین «نشان‌دادن حال و روز مردم ایران پس از انقلاب ۱۳۵۷ به مردمی افسرده، دل‌شکسته و چند شخصیتی و سرکوب جنبش زنان توسط حکومت دینی و حجاب اجباری» عنوان شده‌است.
همچنین این فیلم استفاده ابزاری از مقام شهدای جنگ هشت سالهٔ ایران و عراق از سوی جمهوری اسلامی را به چالش کشیده‌است. مرجان ساتراپی با رد ادعای «ضدایرانی» بودن فیلم، انیمیشن پرسپولیس را فیلمی «کاملاً بی‌طرفانه» خوانده‌است. وی در مراسم اهدای جوایز جشنواره کن، جایزه خود را به «مردم ایران» تقدیم کرد.

### در تونس
در تاریخ، ۷ اکتبر ۲۰۱۱ میلادی، شبکه تلویزیونی خصوصی عربی‌زبان نسمه در تونس اقدام به پخش فیلم پرسپولیس کرد. این اقدام در تونس موجی از اعتراضات اسلام‌گرایان را به دنبال آورد. دلیل اعتراضات گروه‌های اسلام‌گرای سلفی، «کفرآمیز» بودن صحنه‌ای از فیلم است که در آن خداوند «تجسد» پیدا کرده بود. در صحنه‌ای از فیلم دختر ایرانی فیلم که در حیرت و درماندگی گرفتار شده بود، از خدا راهنمایی می‌خواهد و در فیلم دیده می‌شود که خداوند در هیکل پیرمردی سفیدموی و مهربان بر دختر جوان ظاهر می‌شود و او را راهنمایی می‌کند.
اعتراض‌های خیابانی و حملات اسلام‌گرایان و در پی آن، شکایت حقوقی گروه‌های سلفی باعث شد تا نبیل قروی، مدیر شبکه تلویزیونی نسمه در واکنش، بخاطر پخش انیمیشن پرسپولیس از این شبکه خصوصی، اقدام به «عذرخواهی از مردم تونس» بکند. وی همچنین در دادگاهی که در همین زمینه تشکیل شد، به جرم «برهم زدن نظم عمومی» و «توهین به ارزش‌های اخلاقی» محکوم شد، اما از اتهام «توهین به مقدسات اسلامی» تبرئه شد. دادگاه همچنین شبکه تلویزیونی نسمه را به پرداخت ۲۴۰۰ دینار تونس محکوم کرد.

## جوایز

بیلبوردی تبلیغاتی از فیلم پرسپولیس در متروی لندن.

- ۸۰مین مراسم جایزه اسکار، نامزد جایزه بهترین انیمیشن بلند[۱۰]
- ۶۵مین جایزه گلدن گلوب
  - نامزد برای بهترین فیلم خارجی
- ۶۰مین جشنواره فیلم کن (۲۰۰۷)
  - برنده جایزه ویژه هیئت داوران[۱]
  - نامزد جایزه نخل طلائی (Palme d'Or)
- جایزه سزار (۲۰۰۸)[۱۱]
  - نامزد بهترین فیلمنامه اقتباسی
  - نامزد بهترین موسیقی
  - نامزد جایزه نخستین اثر
  - نامزد بهترین صداگذاری
  - نامزد بهترین تدوین
- جوایز فیلم اروپا (۲۰۰۷)
  - نامزد بهترین فیلم
- جشنواره فیلم لندن (۲۰۰۷)
  - جایزه ساترلند (مهم‌ترین جایزه جشنواره فیلم لندن)
- جشنواره بین‌المللی فیلم سینه‌مانیلا (۲۰۰۷)
  - جایزه ویژه هیئت داوران
- جشنواره بین‌المللی فیلم سائو پائولو (۲۰۰۷)
  - برنده بهترین فیلم خارجی
- جشنواره بین‌المللی فیلم ونکوور (۲۰۰۷)
  - برنده انتخاب تماشاگران به عنوان محبوب‌ترین فیلم